# Heteractis magnifica
L'anemone magnifica (Heteractis magnifica (Quoy & Gaimard, 1833)) è un celenterato antozoo che vive nell'area indo-pacifica.

## Descrizione
È un grosso antozoo solitario che può raggiungere 1 m di diametro. Il corpo ha colorazione che varia dal rosa al viola. I tentacoli, di colore verde o brunastro, sono lunghi fino a 8 cm, e terminano con una punta arrotondata o leggermente rigonfia. Sono ricoperti da cellule urticanti, dette "cnidoblasti".

## Biologia
Vive in simbiosi con diverse specie di pesci pagliaccio, tra cui Amphiprion ocellaris, A. percula, A. melanopus, A. bicinctus, A. clarkii, A. nigripes e A. perideraion. Può avere inoltre rapporti di commensalismo con Dascyllus trimaculatus, Periclimenes sarasvati e Periclimenes ornatus.

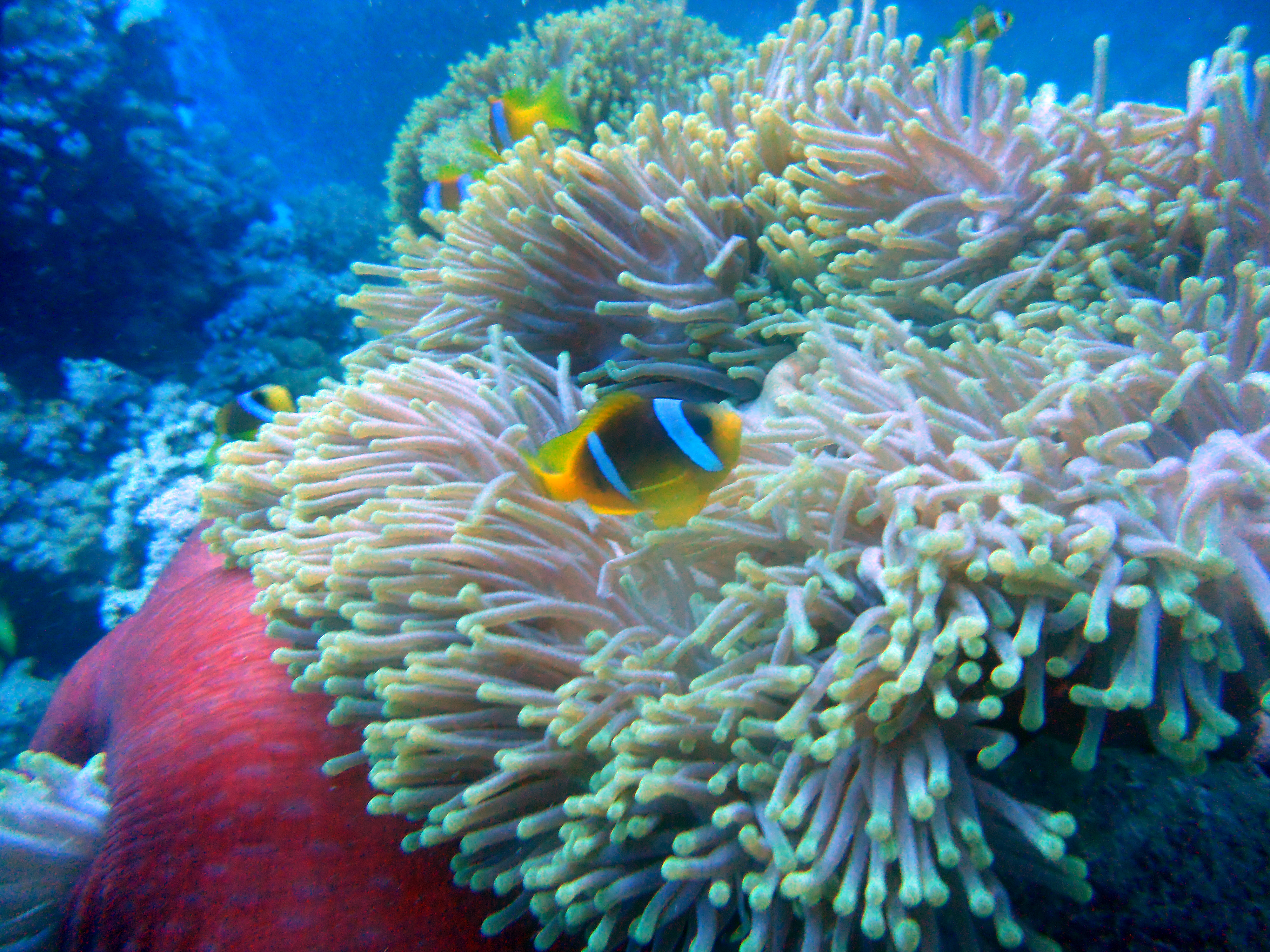
H. magnifica con Amphiprion bicinctus
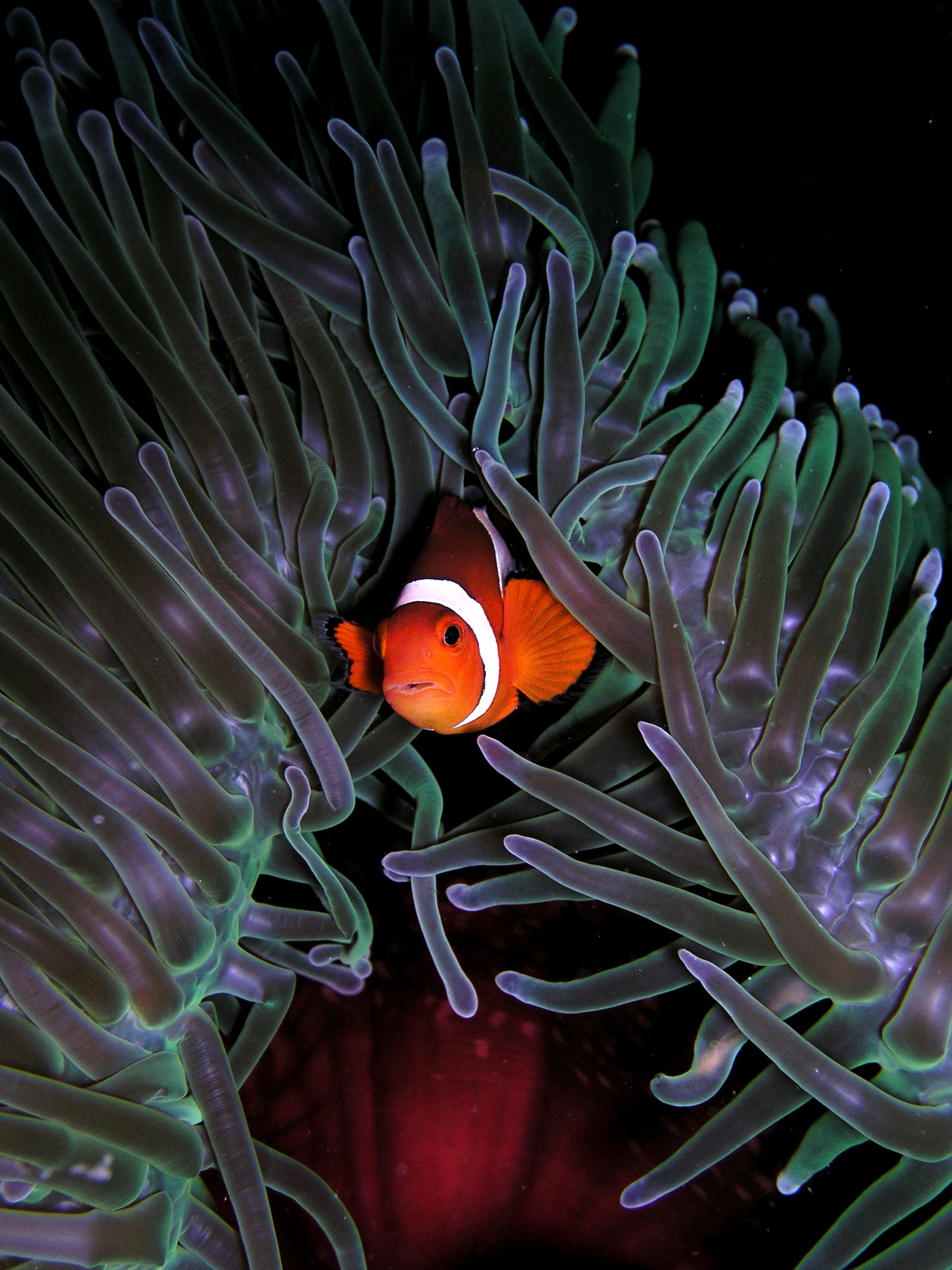
H. magnifica con Amphiprion ocellaris
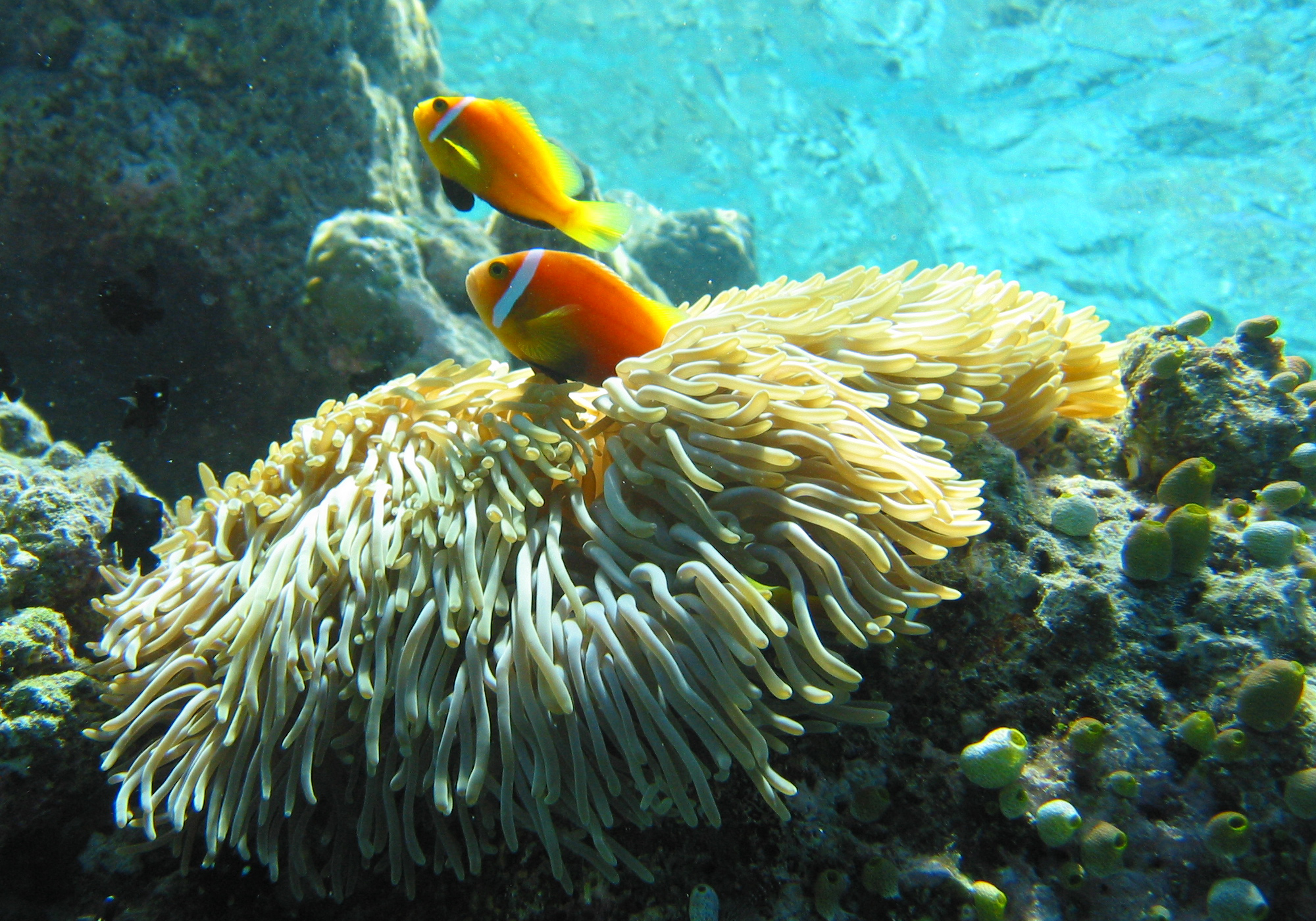
H. magnifica con Amphiprion nigripes e Dascyllus trimaculatus
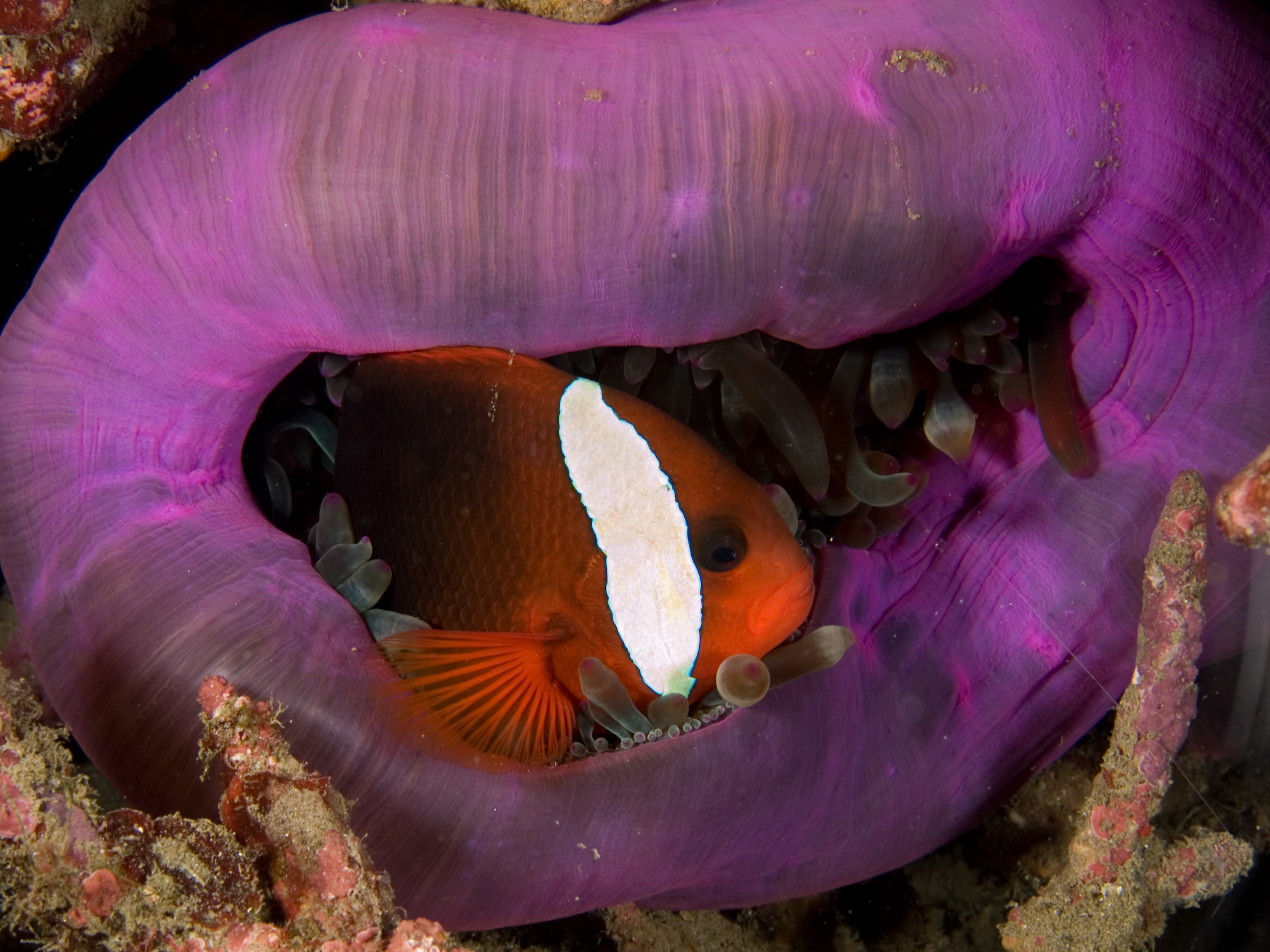
H. magnifica con Amphiprion melanopus

## Distribuzione e habitat
Vive nel mar Rosso e nell'indo-pacifico tropicale. È specie tipica del reef.